# Korytki (Sępopol)
Korytki (deutsch Korittken) ist ein Ort in der polnischen Woiwodschaft Ermland-Masuren. Er gehört zur Gmina Sępopol (Stadt- und Landgemeinde Schippenbeil) im Powiat Bartoszycki (Kreis Bartenstein).

## Geographische Lage
Korytki liegt drei Kilometer südlich der polnisch-russischen Staatsgrenze zur Oblast Kaliningrad (Gebiet Königsberg (Preußen)) in der nördlichen Mitte der Woiwodschaft Ermland-Masuren. Bis zur Kreisstadt Bartoszyce (deutsch Bartenstein (Ostpr.)) sind es zwölf Kilometer in südwestlicher Richtung.

## Geschichte
Für den kleinen Gutsort Korittken sind verschiedene Ortsnamen überliefert: Wodunecken, vor 1693 Klein Woduhnkeim, nach 1693 Korittcken und nach 1774 Korithken. Im Jahre 1874 kam der Gutsbezirk Korittken zum neu errichteten Amtsbezirk Schönbruch (polnisch Szczurkowo, russisch Schirokoje) im ostpreußischen Kreis Friedland, der 1927 in „Kreis Bartenstein“ umbenannt wurde. Korittken zählte im Jahre 1910 insgesamt 30 Einwohner.
Am 30. September 1928 verlor der Gutsbezirk Korittken seine Eigenständigkeit, als er sich mit der Landgemeinde Rockeln (polnisch Rogielkajmy) und den Nachbargutsbezirken (Adlig) Woduhnkeim (Wodukajmy), Groß Poninken (Poniki), Rettauen (Retowy) und Trosienen (Trosiny) zur neuen Landgemeinde Groß Poninken zusammenschloss.
Nachdem im Jahre 1945 in Kriegsfolge das gesamte südliche Ostpreußen an Polen überstellt wurde, erhielt Korittken die polnische Namensform „Korytki“. Heute ist der Ort eine Ortschaft innerhalb der Stadt- und Landgemeinde Sępopol (Schippenbeil) im Powiat Bartoszycki (Kreis Bartenstein), zwischen 1975 und 1998 der Woiwodschaft Olsztyn, seither der Woiwodschaft Ermland-Masuren zugehörig.

## Kirche
Bis 1945 war Korittken in die evangelische Kirche Schönbruch in der Kirchenprovinz Ostpreußen der Kirche der Altpreußischen Union, außerdem in die römisch-katholische Kirche Bartenstein im damaligen Bistum Ermland eingepfarrt.
Heute gehört Korytki katholischerseits zu Sępopol im jetzigen Erzbistum Ermland, evangelischerseits zur Kirche in Bartoszyce, einer Filialkirche von Kętrzyn (Rastenburg) in der Diözese Masuren der Evangelisch-Augsburgischen Kirche in Polen.

## Verkehr
Korytki liegt östlich der Nebenstraße von Sępopol nach Szczurkowo und ist über den Abzweig südlich von Poniki in Richtung Rogielkajmy zu erreichen. Eine Anbindung an den Bahnverkehr besteht nicht.